# 坂口華奈
坂口 華奈（さかぐち かな、1978年9月18日 - ）は、日本の元AV女優。

## 略歴・人物
1999年頃にデビュー。2年間に180本あまりの作品に出演した。2001年にAV女優を引退。

## 出演作品

### アダルトビデオ
撮りおろし作品
1999年
- スーパーお姉さん（?、ミスハイパー）デビュー作
- 実在本社勤務のOL 第●●行銀行勤務 （ダウンパン）初撮影作品
- 入れちゃうセールスレディー（12月22日、コロナ社）

2000年
- 倒錯の美隷（5月25日、ワイルドサイド）
- 女教師蟻地獄2（6月16日、東京音光）
- アクメのような女（7月14日、ワイルドサイド）

2001年
- 360度騎乗位SEX（1月10日、ハムレット）共演:結城杏奈、新田彩、葉月ありさ
- 恐怖陵辱（1月20日、エクストリーム）
- 綺麗なお姉さんに犯されたい!（1月20日、ハムレット）共演:千堂マリア
- 団地妻 〜昼下がりの火遊び〜（1月24日、桃太郎映像出版）
- エロビデオ撮影現場盗撮!（2月7日、ディープス）オムニバス作品
- レズ病棟 外伝（2月7日、ディープス）共演:小池ゆい、ゆきの
- レイプ 人妻凌辱（3月29日、エクストリーム）共演:松本ミナミ
- 今日は『人妻』をお休みします4（3月30日、ルビー）
- スチュワーデス爆乳レズSM 淫熟縄姉妹（3月31日、アートビデオ）共演:高原麻美、レナ
- 3人AV虎の穴（4月6日、ワンズファクトリー）共演:かおる、あすか
- お出かけバニー 第1報告書（5月17日、クリスタル映像）他出演:黒沢まりあ、清川百合、中山ひなの
- 淫語 すぺしゃる9（5月25日、ワイルドサイド）
- 新・お嬢様達の家畜人残酷飼育～転落の監禁女子寮　前編（5月25日、ヤプーズマーケット）共演:坂井由香、並木美和、元木未央、石川美里、堂本小雪、藤原奈美江、星野あやめ、黒木弓香
- 新・お嬢様達の家畜人残酷飼育～転落の監禁女子寮　後編（5月25日、ヤプーズマーケット）共演:坂井由香、並木美和、元木未央、石川美里、堂本小雪、藤原奈美江、星野あやめ、黒木弓香
- 人妻 （5月30日、桃太郎映像出版）他出演:ひとみ、由実
- 勝利者だけが出来ること 特別編（6月5日、アロマ企画）共演:風間恭子
- 女教師輪姦（6月20日、ハムレット）
- 神聖レズビアン コギャル編（7月12日、QRAKE）共演:早樹
- エッチなお姉さんに誘われて2（7月14日、クリスタル映像）他出演:黒沢まりあ、可愛ゆうき、渡瀬まりあ
- 叫激レイプ（7月18日、グローリークエスト）
- うしろから、ギュッとE（8月9日、ドグマ）
- 中出し （8月14日、エンバー）共演:早樹
- ザ・筆おろし19 （8月21日、クリスタル映像）他出演:梶原まゆ、葵あかね、青木さやか
- 家庭教師がロケット型巨乳でもう集中できない（8月25日、アイオンコーポレーション）他出演:宏岡みらい、山吹ケイト
- 全裸特別○護老人ホーム （9月7日、ハムレット）共演:七瀬ななみ、池田あや、ヨーコ、林由美香、牧原れい子、川奈まり子
- 痴女王座決定戦! AV女優編 （9月20日、ハムレット）共演:矢沢るみ、葉月ありさ
- 加藤鷹の痴女仕置人 （9月25日、アイオンコーポレーション）共演:鏡麗子
- 憎いほど男殺し7 （9月28日、アロマ企画）共演:南智子
- お出かけバニー 第2報告書 （10月11日、クリスタル映像）他出演:黒沢まりあ、加藤菜月、清川百合
- LA痴女 あんたら私らの奴隷だよ! （10月20日、ナチュラルハイ）…共演:早川けい、谷地るい
- 私は痴女 発情痴態 （11月6日、クリスタル映像）他出演:桜田佳子、松木りょう、中山ひなの、堀江美晴
- 女ハ男ヲ目デ犯ス。20th（11月9日、ワープエンタテインメント）共演:星野瑠海、沢賀名
- AVW 第三章 「謎の美女レスラー現る!」（11月9日、オブテイン・フューチャー）共演:桜田由加里
- AVW 第四章 「レズプレイ」（11月9日、オブテイン・フューチャー）共演:桜田由加里
- AVW 第5章 「タッグマッチ」（11月9日、オブテイン・フューチャー）共演:桜田由加里
- Teacher 先生の甘い誘惑 （11月19日、LEO）他出演:萩原さやか、安田まこ、平良ゆう、仲本みなみ
- 激カラミ〜チョ お姉さんが上に乗ってしてあげる （11月28日、クリスタル映像）他出演:加護あみな、梶原まゆ、京香、神野ミツル、南星良
- 生搾り! 痴女三姉妹 DUTCH BOY HUNTING（11月30日、シネマジック）共演:水沢結、中山美里
- レイプ 若妻無残 旦那の目の前で犯されて…（12月1日、麒麟堂）
- ラスト 赤と白のエクスタシー（12月20日、ドグマ）
- バーチャルエクスタシー 120分の記録 （12月21日、ホットエンターテイメント）他出演:小林里実、遠藤あや
- 憧れの家庭教師 先生のアソコ ヌルヌルしてる!（12月31日、アテナ映像）他出演:長瀬愛、堤さやか

2002年
- アイコンしよう（1月1日、h.m.p）他出演:内藤花苗、遠藤友香、高野まりえ、相沢いずみ
- SODが引っ越した! そこに監督さん達が全裸の女優さんを連れてきてくれました!?（1月20日、SODクリエイト）共演:森下くるみ、木下いつき、宮内ゆみ、桜田由加里、七瀬ななみ、松葉まどか、水野奈菜、川奈まり子、倉本安奈、沢賀名、椎名みなみ、風間恭子
- 男女の濃厚接吻シリーズ VOL.3 （1月20日、ディープス）他出演:イナリ、キティ、ドミニカ、バイオレット、桜田由加里、室井香菜、若山翔子、小池ゆい、椎名るい、野村裕
- ラストステージドキュメント 終焉の乱れ舞（1月22日、アートビデオ）
- REAL MODELS 20（2月1日、TMA）他出演:堤さやか、桃井望、うさみ恭香、長瀬愛、笠木忍、川奈まり子、泉星香、宏岡みらい、松葉まどか、鏡麗子 他
- 耐える女を見るのは男の楽しみだ!! 女子プロレスラー悶絶（2月15日、ホットエンターテイメント）
- レ・ズ・ビアン2（2月22日、U&K）共演:渡瀬まりあ
- Sex Mix Crown Suite（4月26日、h.m.p）共演:水野礼子、澤田まゆみ、日野美沙、市川ひとみ、石川るな、安部香織
- ディープス番外編シリーズ 夜這い+盗撮（5月4日、ディープス）他出演:ゆきの、錦部なつみ、桜田由加里、室井香菜、小池ゆい、野村裕
- AVW　第十九章「暗雲編〜第一部」（5月22日、オブテイン・フューチャー）共演:泉星香、澤宮有希、秋津薫、鮎川ともみ、夏木亜矢、桜井アヤ、水野奈菜、MARIA
- AVW　第二十章「暗雲編〜第二部」（5月22日、オブテイン・フューチャー）共演:泉星香、澤宮有希、秋津薫、鮎川ともみ、夏木亜矢、桜井アヤ、水野奈菜、夢野まりあ
- ホテトル（7月4日、ドリームチケット）他出演:新堂真美、朝河蘭
- 巨乳マンション 社長夫人はEカップ痴女（7月5日、ワープエンタテインメント）
- 顔は渋谷 カラダは車中!!（7月15日、ホットエンターテイメント）他出演:あみ、れみ
- 放尿5人娘 （10月15日、MOODYZ）共演:星野瑠海、飯島麗華、天野理穂、白崎めぐみ
- 小早川かおりの ザ ベスト レズビアン （10月19日、ディープス）共演:小森詩、ゆきの、菊川真由、小池ゆい、石井まどか、相馬もえ、草壁夕、田代幸恵
- ヤンママはAVアイドル（12月6日、TMA）他出演:樹若菜、桜井舞、竹内優美子、萩原さやか、冴木美麗、姫野優子、森咲双葉

2003年
- DANCING QUEEN 1 （7月16日、ラハイナ東海）共演:泉星香、桜田佳子
- DANCING QUEEN 2 （7月16日、ラハイナ東海）共演:泉星香、桜田佳子
- DANCING QUEEN 3 （7月16日、ラハイナ東海）共演:泉星香、桜田佳子

2004年
- Club Venus 4 （9月30日、ドリームチケット）他出演:如月玲子

発売日不明
- ボディストッキングパラダイス （スパイダー）
- 3mates Fuckers （チャンネル・ヴィ）
- エデンの淫獣2 （アロマ企画）
- 入れて下さい - 華奈 （メビウスエンターテイメント）

他
総集編
- エッチなお姉さんスペシャル120分 2 （2002年4月25日、クリスタル映像）
- Deep Contents EPISODE 1 （2002年5月30日、LEO）…他出演:白咲亜由美、葵あかね、清川百合、平良ゆう、長谷川留美子、早乙女つくし、杉浦清香、星川はるか、吉井彩華、吉野あさみ、黒沢リナ
- 私は痴女 総集編 百花淫乱 （2003年12月2日、クリスタル映像）…他出演:葵あかね、赤坂美歩、桜田佳子、村雨香、氷咲沙弥、椎名みずき 他

### 舞台
劇団NO-TENKIの第1回公演『その男ボルネオ』(2002年3月28日（木）〜31日（日））…共演:五十嵐りさ